# Mikel Belasko
Mikel Belasko Ortega, né à Pampelune en 1967, est un philologue et écrivain basque espagnol de langue espagnole et basque.
Il est l'auteur de plusieurs ouvrages sur la toponymie basque en Navarre.

## Biographie
Mikel Belasko finit ses études en philologie basque à Vitoria-Gasteiz en 1990. Cette même année, il rejoint la collection de projets sur la toponymie mineure de Navarre en qualité de coordinateur linguistique. Le projet a été soutenu par la Direction générale de la politique linguistique du gouvernement de Navarre, dirigé par José María Jimeno Jurío et effectué pour Trabajos Catastrales S.A. entre 1990 et 1994.
Il est coordinateur linguistique à l'édition de 60 tomes de la collection Navarra. Toponimia y Cartografía, des articles de journaux ou des ouvrages tels que Diccionario etimológico de los nombres de los montes y ríos de Navarra, en 1999, ou Diccionario etimológico de los nombres de los pueblos, villas y ciudades de Navarra en 2000.
Mikel Belasko est un collaborateur des magazines tels que Nafarkaria (Egunkaria) (1992-1999), Euskal Abizenak (2003-2004) et Apelli2 vascos (2004-2010). Depuis 2006, il tient une chronique quotidienne sur les noms navarrais dans Diario de Navarra.